# Hooiberg
Hooiberg – wulkan na Arubie o wysokości 165 m. Jest położony w środku wyspy i widoczny z każdego jej miejsca. W pogodne dni ze szczytu można zauważyć Wenezuelę. Na szczyt prowadzą 562 betonowe schody. Na wietrznej stronie szczytu znajduje się kilka anten radiowych i anteny satelitarne używane przez firmę telekomunikacyjną Setar. Hooiberg w języku niderlandzkim oznacza stóg siana.